# Алепу
Вижте пояснителната страница за други значения на Алепу.
Алепу̀ (или Лисиче блато) е блато-лагуна, разположено в южната част на Българското черноморско крайбрежие, на 6,5 километра южно от град Созопол. Алепу (αλεπού) на гръцки език означава лисица и оттук идва и паралелното преводно име на блатото – Лисиче блато.
От 1986 година блатото е защитена територия от категорията природни забележителности, част от рамсарското място Ропотамо.и пясъчни дюни „Алепу“ (площ от 120 дка) със статут на природна забележителност от 1994 г. – най-високите дюни на Балканския полуостров. По тях се среща пясъчна лилия.
Намира се в подножието на разклоненията на странджанския рид Бакърлъка Кукув баир на север и Андрея баир на юг срещу залива, ограден от нос Агалина на север и нос Хумата на юг. По произход е лагуна. Отделен е от морето с ивица пясъчни дюни, които също са защитена местност.
Блатото е дълго 3,3 километра и широко до 320 метра. Площта му е 1,67 км² (1667 дка), а солеността 1,3 – 7,0 ‰. Обрасло е с тръстика и друга блатна растителност, а дъното е покрито с тиня. В северната и южната му част са запазени 2 малки езера, които зимно време замръзват. Пясъчната коса, отделяща лагунното блато, заема почти меридиално положение и е дълга около 4 km. Тя е втората по дължина пясъчна коса по Южното Черноморие след Поморийската. По нея се издигат високи до 5-6 м пясъчни дюни – най-високите дюни на Балканския полуостров. Пясъчните дюни „Алепу“ имат площ от 120 дка и със статут на природна забележителност от 1994 г. По тях се среща пясъчна лилия. Пясъчната коса е по-широка в южния край и много по-тънка в северния. и Придвижване на пясъците по пясъчната коса се извършва в посока на преобладаващия вятър. През лятото, поради силното изпарение и ограничения приток на вода водното огледало се разделя на две обособени части.
Мястото е от особена важност като местообитание на множество защитени видове водолюбиви птици. Проблем представлява нерегламентирания лов и риболов в защитената територия, както и новопостроеният курортен комплекс „Св. Тома“ непосредствено до местността.
Информационно-обозначителните табели са в лошо състояние или липсват напълно. Заедно с пясъчните дюни местността представлява ценен и консервационно значим район.

## Галерия
- Пътен знак за Алепу с блатото отзад
- Лебеди с възвишението Меден рид отзад
- Дивият плаж с комплекса „Св. Тома“ вдясно